# Turtola (Tampere)
Turtola est un quartier de Tampere en Finlande,.

## Description
Turtola est un quartier du sud-est de Tampere, à environ cinq kilomètres du centre-ville.
Ses quartiers voisins sont Muotiala, Aakkula, Messukylä, Viiala et Korkinmäki. 
La route d'Hervanta traverse Turtola.

## Galerie

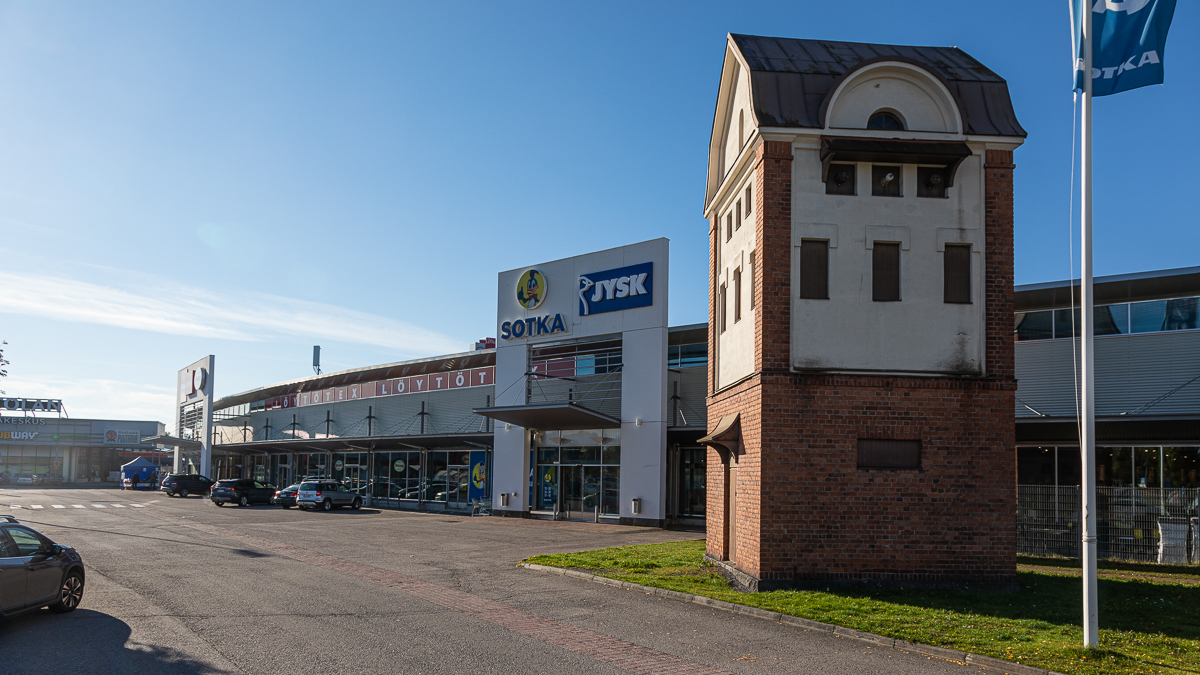